# Campiglossa solidaginis
Campiglossa solidaginis este o specie de muște din genul Campiglossa, familia Tephritidae. A fost descrisă pentru prima dată de White în anul 1986. Conform Catalogue of Life specia Campiglossa solidaginis nu are subspecii cunoscute.